# Sing the Sorrow
Sing the Sorrow is het zesde album van de Amerikaanse rockband AFI, uitgebracht in 2003. Het is het eerste album van de band voor major Dreamworks Records. Het scoorde hoog in de hitlijsten in de Verenigde Staten en kreeg er zelfs platinum. Het album kwam uit met drie verschillende covers: een rode, zilveren en zwarte. Het grootste gedeelte is rood, de zilveren en zwarte covers waren een gelimiteerde oplage.

## Nummers

### Amerikaanse versie
1. Miseria Cantare- The Beginning – 2:57
2. The Leaving Song Pt. II – 3:31
3. Bleed Black – 4:15
4. Silver and Cold – 4:11
5. Dancing Through Sunday – 2:26
6. Girl's Not Grey – 3:10
7. Death of Seasons – 3:59
8. The Great Disappointment – 5:27
9. Paper Airplanes (makeshift wings) – 3:57
10. This Celluloid Dream – 4:11
11. The Leaving Song – 2:44
12. ...but home is nowhere – 3:51
13. The Spoken Word - n/a
14. This Time Imperfect - 4:25

### Britse versie
1. Miseria Cantare- The Beginning – 2:57
2. The Leaving Song Pt. II – 3:31
3. Bleed Black – 4:15
4. Silver and Cold – 4:11
5. Dancing Through Sunday – 2:26
6. Girl's Not Grey – 3:10
7. Death of Seasons – 3:59
8. The Great Disappointment – 5:27
9. Paper Airplanes (makeshift wings) – 3:57
10. This Celluloid Dream  – 4:11
11. The Leaving Song – 2:44
12. ...but home is nowhere – 3:50
13. Synesthesia (bonustrack) – 3:30
14. Now the World (bonustrack) - 4:01
15. The Spoken Word - n/a
16. This Time Imperfect - 4:25